# 天現寺橋
天現寺橋（てんげんじばし）は、東京都渋谷区広尾五丁目の渋谷川にかかる橋である。天現寺橋の数メートル下流に渋谷川と笄川の合流点があり、合流点より下流は古川水系本流の古川である。天現寺橋と下流の狸橋のあいだに港区と渋谷区の境界が通っている。

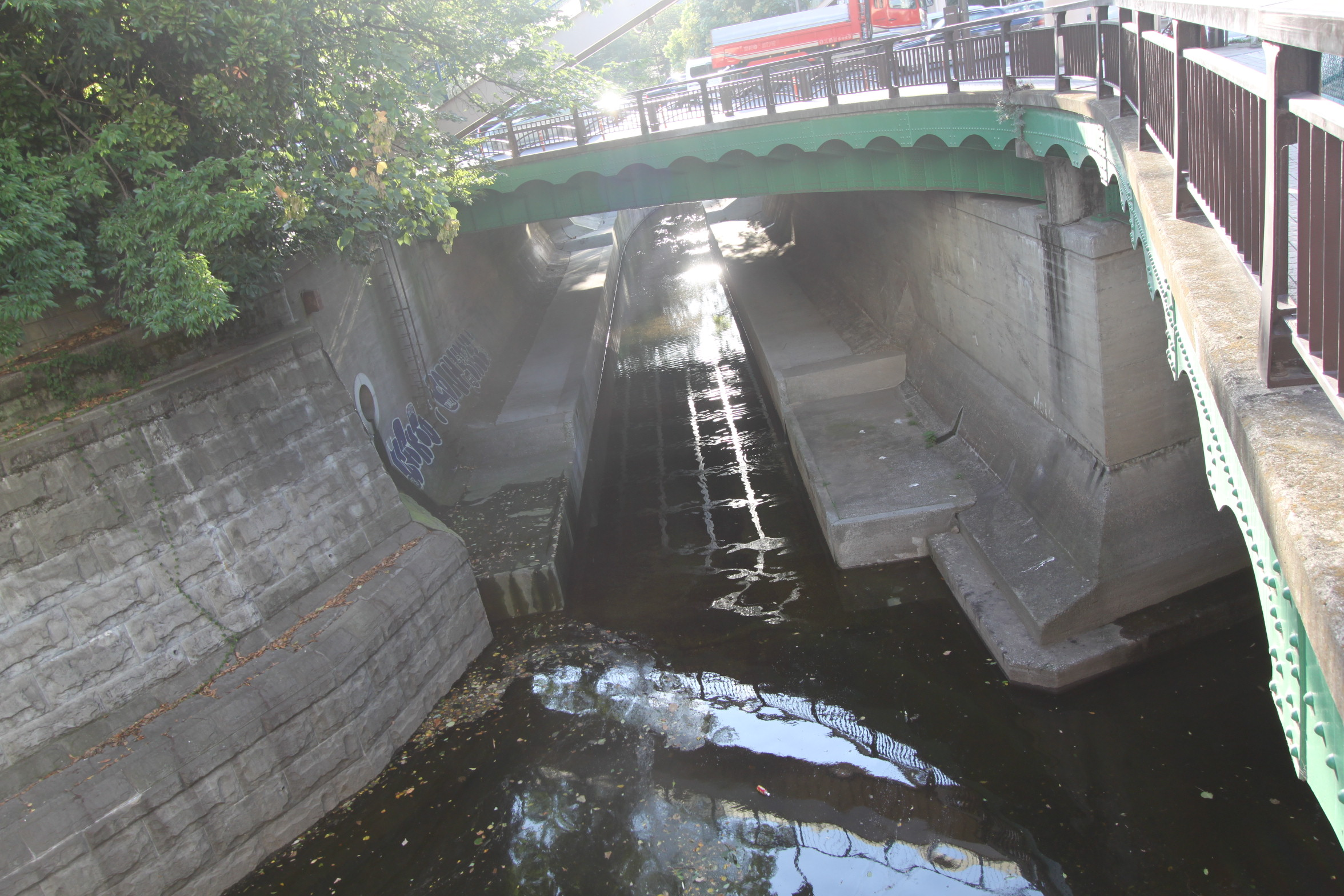
下流の古川（画面下）側から見た渋谷川・天現寺橋。右側は笄川の暗渠・天現寺交差点

## 橋の概要
- 外苑西通りの渋谷川にかかる橋である。
- 古くは笄川にかかる橋を天現寺橋と言った。笄川は暗渠化しているため暗渠の出口が天現寺橋交差点の東側にあり、渋谷川の橋と連続している。

## 周辺
- 天現寺橋の北側にある天現寺橋交差点は外苑西通りと明治通りの交差点で道路交通情報などで頻出する。
- 天現寺橋交差点の北東に多聞山天現寺がある。
- 天現寺橋交差点の東側の明治通りに首都高速道路天現寺ランプがある。
- 天現寺橋交差点の北側にあった都電広尾車庫の跡地に都営広尾五丁目アパートがある。
- 橋の南東（外苑西通りの東側）に慶應義塾幼稚舎が、南西（外苑西通りの西側）に東京都立広尾病院がある。

## 歴史
- 1863年(文久3年)の御府内沿革図書によれば、当時まだ渋谷川・古川に橋は少なく、天現寺橋は支流の笄川（こうがいがわ）にかかる橋であった。渋谷川にかかる上流の橋は豊沢橋、古川の下流の橋は狸橋である[1]。
- 下流の狸橋たもとの狸蕎麦に明治の頃、福澤諭吉がしばしば来店した。この地を愛した福澤は狸橋の南側の地を買収し、それが今日の慶應義塾幼稚舎および北里研究所となった[2]。
- 1911年(明治44年) - 東京市電天現寺橋-赤羽根橋間開業。天現寺橋に鉄道橋が加わる。
- 1913年(大正3年) - 市電天現寺橋-ゑびす長者丸が開業、天現寺橋に渋谷川を渡る鉄道橋が加わる。
- 1921年(大正10年) - 外苑西通りが都市計画道路として決定される。整備は遅々として進まず。
- 1933年(昭和8年) - 天現寺橋-恵比寿間の市電が開通し、笄川に架かる新たな鉄道橋が加わった。
- 1945年(昭和20年)ごろ、戦時統制、鉄材供出などで都電天現寺橋-ゑびす長者丸間が廃業。また米軍の空襲により付近は被災する。
- 1947年	(昭和22年) - 米軍撮影の航空写真には不明瞭ながら外苑西通りが写されている。
- 1955年(昭和30年)ごろ、外苑西通りが完成し、鉄道橋以外は概ね現況どおりになった。
- 1969年(昭和44年) - 天現寺橋を渡る都電路線が廃止され、鉄道橋部分は暫時撤去される[3]。

## 近隣
- 天現寺
- 慶應義塾幼稚舎
- 東京都立広尾病院